# Омельченко Данило Тихонович
Дани́ло Ти́хонович Оме́льченко (нар. 17 січня 2001, с. Середи в Ємільчинському районі Житомирської області — пом. 25 лютого 2022, м. Ірпінь Київської області) — солдат Збройних сил України, учасник російсько-української війни, відзначився у ході російського вторгнення в Україну.

## Життєпис
Данило Омельченко народився 2001 року в селі Середи Ємільчинського району на Житомирщині.
Військову службу проходив у складі 72-ї окремої механізованої бригади імені Чорних запорожців, що в місті Біла Церква на Київщині.
Загинув на другий день російського вторгнення в Україну 25 лютого 2022 року в бою в м. Ірпінь поблизу Києва.

## Нагороди
- орден «За мужність» III ступеня (2022, посмертно) — за особисту мужність під час виконання бойових завдань, самовіддані дії, виявлені у захисті державного суверенітету та територіальної цілісності України, вірність військовій присязі.